# Bonden större 45

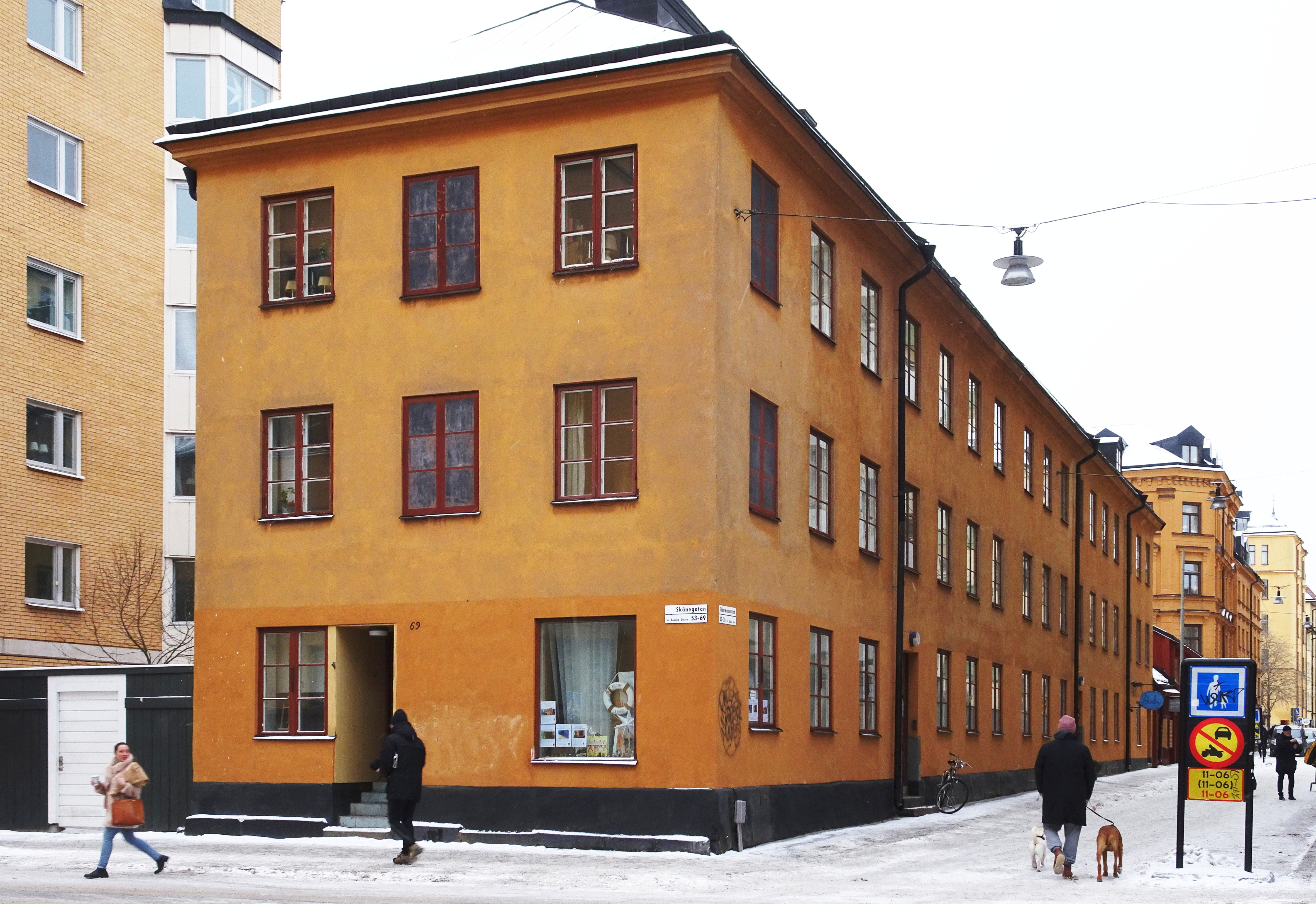
Bonden större 45, vy från Södermannagatan, 2019.

Bonden större 45 är en kulturhistoriskt värdefull fastighet i hörnet Skånegatan 69 / Södermannagatan 26 på Södermalm i Stockholm. Stenhuset i tre våningar är ett av de få kvarvarande, tidiga hyreshus för fattiga arbetare i Stockholm och representerar ett stort socialhistoriskt värde. Fastigheten ägs av AB Stadsholmen och är blåmärkt av Stadsmuseet i Stockholm, vilket innebär "att bebyggelsen bedöms ha synnerligen höga kulturhistoriska värden".

## Historik

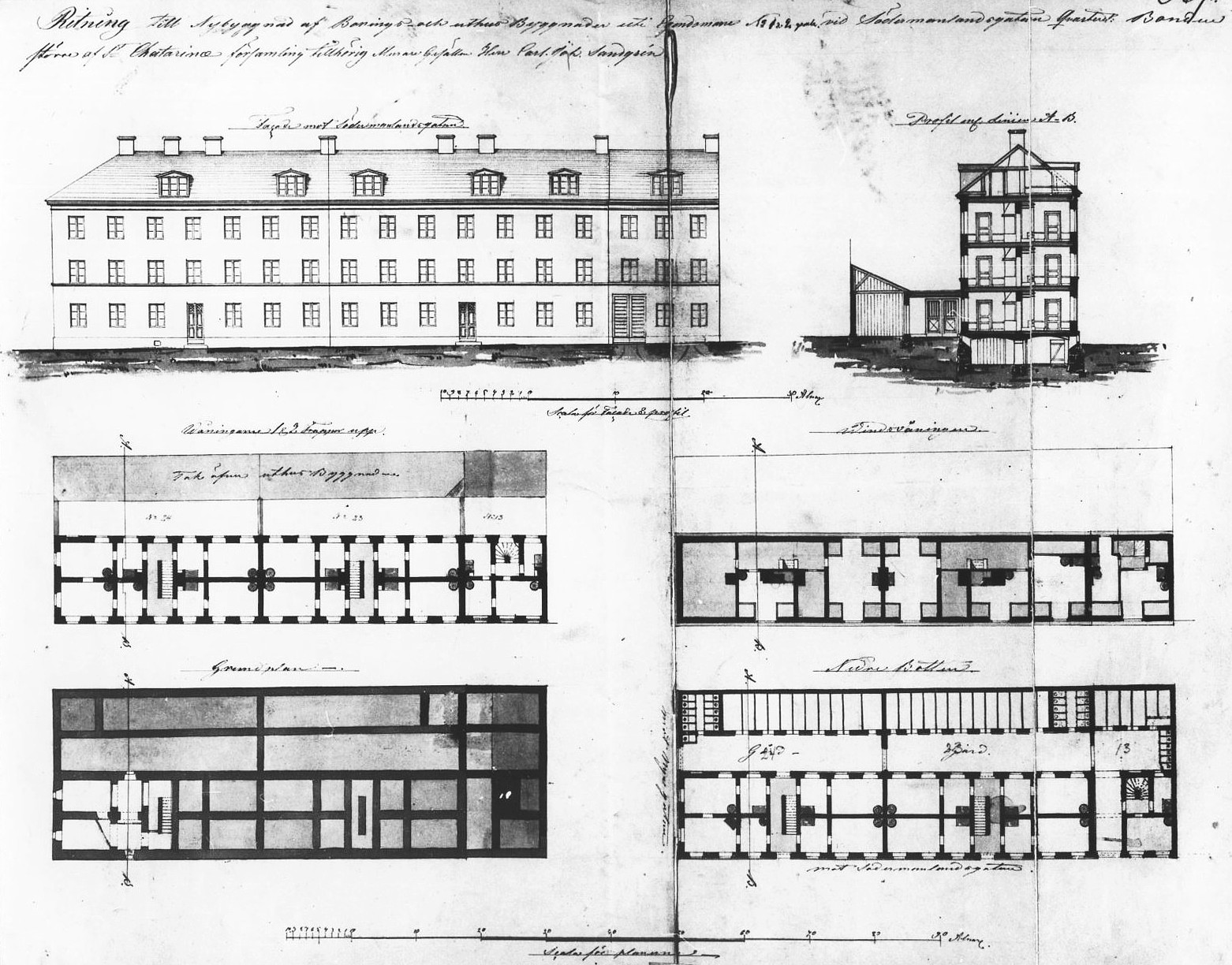
Originalritningen från 1853.

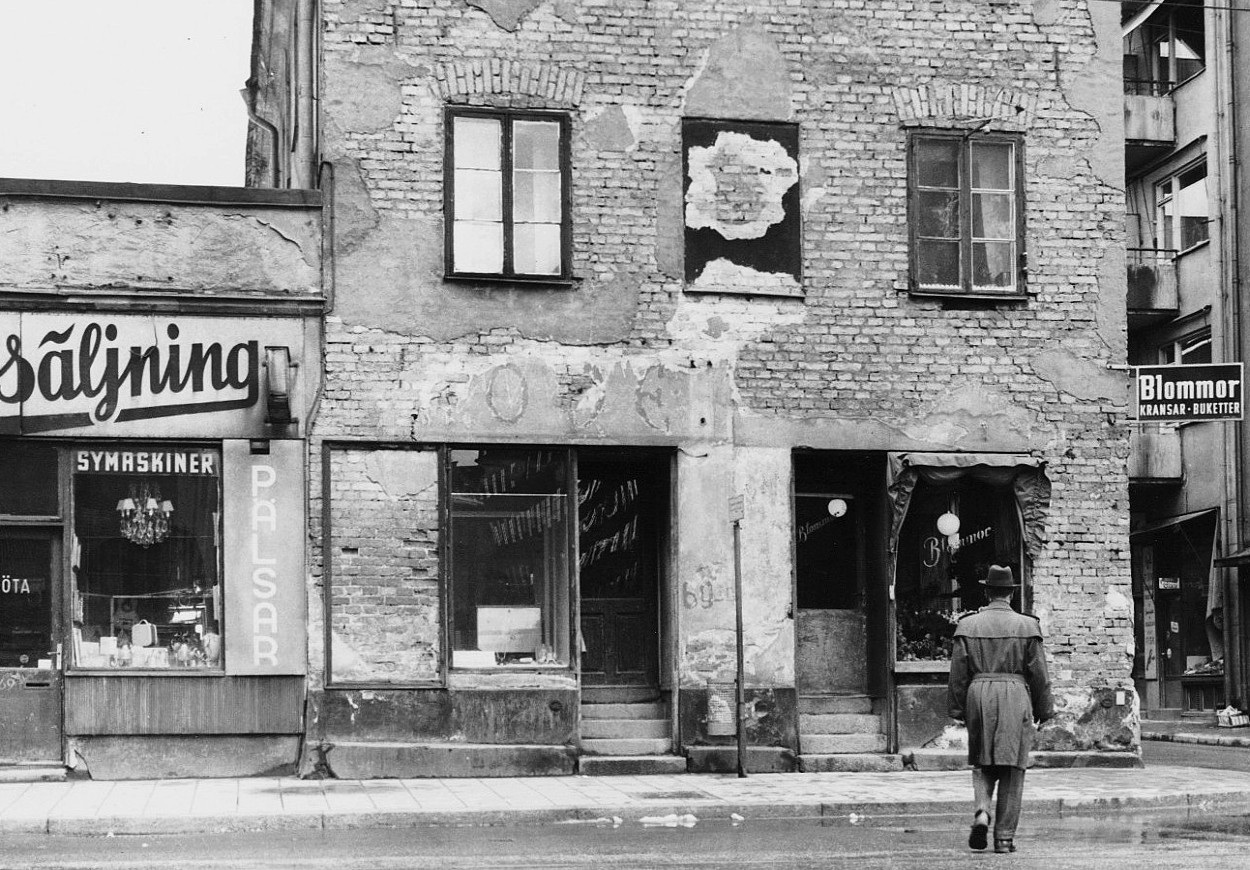
Husets gavel mot Skånegatan, 1961.

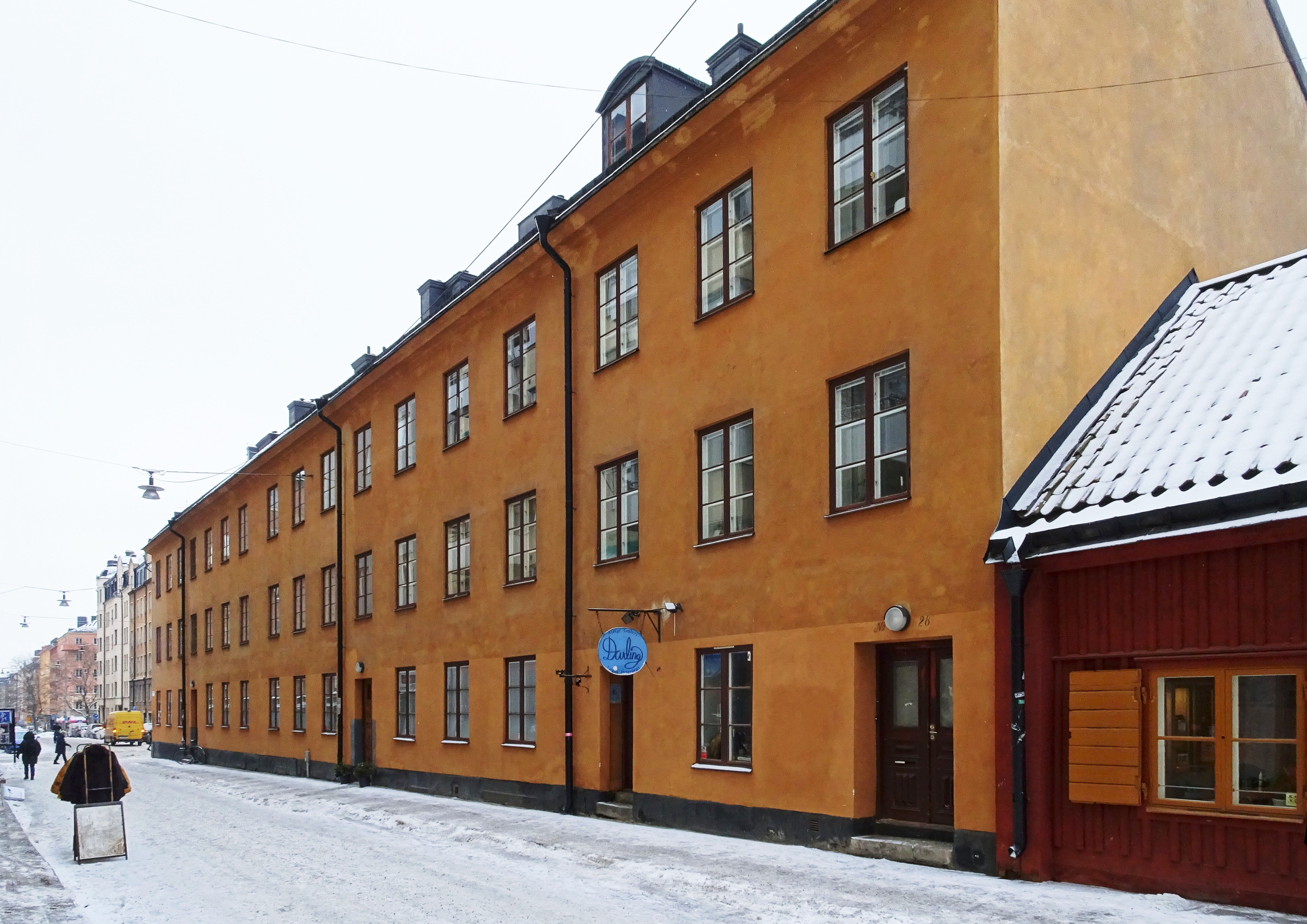
Bonden större 45 från norr, till höger ansluter trähus i Bonden större 44.

Ursprungligen bestod Bonden större 45 av tre fastigheter: Bonden större 13, 23 och 24 (Södermannagatan 28, 30 och 32) med var sin trappuppgång men gemensamma fasader. Till bebyggelsen hör även en uthuslänga i sten på bakgården. Huset uppfördes 1853 av murargesällen och byggmästaren Carl Johan Sandgren och finansierades med hjälp av fattigbyggnadsfonden. Sandgren var även byggherre, arkitekten är okänd. Innan dess fanns här några trähus från 1700-talets mitt som revs. Liknande trähusbebyggelse finns fortfarande bevarad i grannkvarteret Bonden större 44. 
Tomten vid Södermannagatan köpte Sandgren den 5 oktober 1853 från bryggaren Gustav Lychou, vars far, hovbagaren Nils Lychou, ägt den sedan 1810. Sandgren ägde ytterligare ett par fastigheter längs Södermannagatan, i kvarteret Bonden mindre, där han uppförde liknade bostadshus dock något mindre, de revs i slutet av 1930-talet. Han hade även en tomt i fastigheten Skinnarviken 1 vid Bastugatan 48 där han byggde ungefär samtidigt en liknande hyreskasern för fattiga arbetare. Skinnarviken 1 finns kvar och även den är blåmärkt av Stadsmuseet.
För att erhålla stöd från fattigbyggnadsfonden fick vissa villkor uppfyllas. Fonden krävde bland annat att lägenheterna skulle vara ”till beboende av fattiga hushåll ibland de arbetande klasserna”. Dessutom skulle fattigvårdsstyrelsen bestämma hyresnivån och att bostadshusen skulle innehålla högst 16 och minst fyra lägenheter. Lägenheterna skulle bestå av ett rum och separat kök eller av så kallade spisrum, alltså ett rum med spis för matlagning. Enligt samtida rekommendationer var rum med separat kök att föredra, speciellt om köket utrustades med Bolinders patenterade vedspis och därigenom fick en värmekälla som gjorde även detta rum lämpligt för sovändamål.
Planlösningen är enkel och symmetrisk. Från varje trapphus når man fyra lägenheter om ett rum och kök; två till höger och två till vänster. Närmast trapphallen placerades köket. För husets två trappuppgångar (Södermannagatan 30 och 32) blev det totalt 24 lägenheter. För att bevara en harmonisk fönsterindelning utformades några fönster som blindfönster. Södermannagatan 28 var olik de andra och inreddes med en lägenhet om tre rum och kök per plan. Under huset byggdes två välvda källare med indelning för hyresgästernas ved- och matförråd. Redan 1856 inreddes även vinden med några spisrum. Under 1800-talets senare del drogs vatten och avlopp in i köken samt gasledningar. Avträden fanns kvar i uthuslängan ända fram till moderniseringen på 1980-talet.

### Boende och hyran
De små lägenheterna om ett rum och kök kostade 140 kronor i årshyra år 1863. Det var inte ovanligt att de boende hyrde ut i sin tur till inneboende. År 1863 bodde 43 person i trappuppgång Södermannagatan 32, bland dem arbetskarlen Petter Andersson med inneboende tvätterskan, änkan Charlotta Hansson, dottern Ulrika, sonen Carl och pigan Anne Höglund. På samma adress bodde gaständaren N.F. Andersson med hustru Maria, sonen Oscar, dottern Angnes och fostersonen Carl Andersson samt skräddargesällen August Åberg (utan anställning) med hustru Christina, fosterson Kurt Emil och inneboende fabriksarbeterskan Carolina Carlsson. Bostadssituationen förvärrades därefter och 1880 bodde 63 personer i samma trappuppgång, därav 14 inneboende. Årshyran hade stigit till 240 kronor.

## Husets vidare öden
År 1898 omändrades bottenvåningen Södermannagatan 32 till butik och verkstadslokal. En liknande ombyggnad utfördes av bottenvåningen vid Södermannagatan 28. Ytterligare butiker byggdes till längs med Skånegatan på 1920-talet. På ett fotografi från 1961 syns denna tillbyggnad som sedermera revs igen. Fastigheten övertogs av Stockholms stad 1939 respektive 1978. På 1970-talet var bebyggelsen i mycket dåligt skick och skulle rivas, vilket avslogs. 
Istället lät Staden utföra en varsam upprustning som genomfördes av AB Familjebostäder efter ritningar av arkitekt Lennart Lindberg. De små lägenheterna slogs ihop till två rum och kök. Istället för fyra lägenheter per plan blev det nu två per plan. I interiören finns delvis bevarade detaljer från ursprungstiden, bland annat runda vita kakelugnar och några murade spisar med kåpa. Gårdshuset upprustades och inreddes med tvättstuga, soprum och cykelförråd.